# Franja

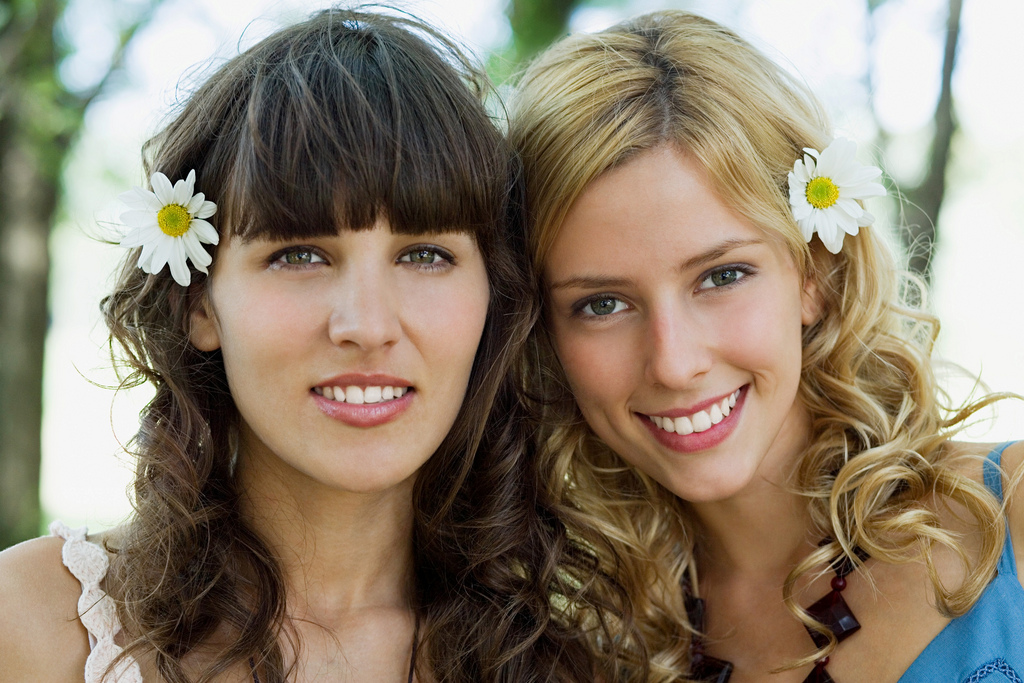
Uma modelo com franja (esquerda), e outra sem

Franja é um estilo de penteado que consiste em uma porção de cabelo que é cortada mais curta e posicionada de forma a cair sobre a testa. Geralmente, ela é usada para enquadrar o rosto e realçar características faciais, adicionando um toque de estilo e personalidade ao visual. A versatilidade da franja permite diversas variações, desde as mais curtas e retas até aquelas mais longas e despojadas, proporcionando opções para diferentes tipos de rosto e estilos pessoais. Além de seu aspecto estético, a franja também pode ser adotada para suavizar a linha do rosto, criar um efeito de moldura e até mesmo disfarçar determinadas características. É um elemento popular na moda capilar, frequentemente adotado por pessoas que buscam uma mudança sutil, mas impactante, em seu visual.
Finalmente chega um novo século e as mulheres fizeram uma releitura do corte – agora, as franjas dão ar de jovialidade e as fazem “lolitas” e mulheres fatais, com franjão “pega-rapaz”. A franja ocorre naturalmente em muitos estilos de cortes de cabelo curtos. A franja combinada com cabelo comprido nas laterais e na nuca foi introduzida como estilo de corte feminino por Ziryab, um divulgador de novos modos culturais na Espanha Islâmica do século IX que gerenciava um salão de beleza próximo à alcáçova de Córdova. Também existe atualmente franjas que se reproduz em roupas para dar-se um toque especial a ela onde encontra-se maior volume e desenvoltura a roupa.